# Peter Wriggers
Peter Wriggers (Hamburgo, 3 de fevereiro de 1951) é um engenheiro alemão.

## Obras
- Nichtlineare Finite Elemente, Springer, Berlim, 2002.
- Computational Contact Mechanics, 2ª Edição, Springer, 2006.
- Nonlinear Finite Elements, Springer, Berlim, 2008.
- com D. Gross, W. Hauger, W. Schnell: Technische Mechanik 4, 3ª Edição, Springer, Berlim, 1999.
- com D. Gross, W. Schnell, W. Ehlers: Formeln und Aufgaben zur Technische Mechanik 1, Statik, Springer, Berlim, 1998.
- com D. Gross, W. Schnell, W. Ehlers: Formeln und Aufgaben zur Technische Mechanik 2, Elastostatik, Hydrostatik,  Springer, Berlim, 1998.
- com D. Gross, W. Schnell, W. Ehlers: Formeln und Aufgaben zur Technische Mechanik 3, Kinetik, Hydrodynamik, Springer, Berlim, 1999.